# Memantin
A memantin (INN: memantine) az első tagja egy új Alzheimer-kórt célzó gyógyszercsoportnak, ami a glutamát rendszeren fejti ki hatását az NMDA receptor gátlásával. Először az Eli Lilly and Company szintetizálta 1968-ban. A memantint az alábbi márkaneveken forgalmazzák: Axura és Akatinol (Merz), Namenda (Forest) Ebixa és Abixa (Lundbeck) és Memox (Unipharm).
A memantin szerény hatással rendelkezik a közepes és súlyos Alzheimer-kór és a Lewy-testes demencia kezelésében. Több évnyi kutatás ellenére sem bizonyították még, hogy hatékony lenne az enyhe Alzheimer-kórban szenvedő betegeknél.

## Fordítás
Ez a szócikk részben vagy egészben  a   Memantine című angol Wikipédia-szócikk fordításán alapul.  Az eredeti cikk szerkesztőit annak laptörténete sorolja fel. Ez a jelzés csupán a megfogalmazás eredetét és a szerzői jogokat jelzi, nem szolgál a cikkben szereplő információk forrásmegjelöléseként.